# Lilli Kann
Lilli Kann, in Großbritannien zumeist Lily Kann (* 20. Oktober 1893 in Peitz als Lilli Hertha Kann; † 2. November 1978 in Horsham) war eine deutsche Schauspielerin beim britischen Film.

## Leben und Wirken
Die aus dem Spreewald stammende Lilli Hertha Kann erhielt ihre künstlerische Ausbildung am Preußischen Staatstheater in Berlin und begann 17-jährig ihre Bühnenlaufbahn. In der Folgezeit trat die Nachwuchskünstlerin an Spielstätten in Lübeck, Düsseldorf, Darmstadt, Frankfurt am Main, Berlin und zuletzt (1931–33) am Neuen Schauspielhaus im ostpreußischen Königsberg auf.
Mit der Machtübernahme durch die Nationalsozialisten 1933 wurde die Jüdin Lilli Kann vom deutschen Kulturbetrieb ausgeschlossen und trat daraufhin dem Jüdischen Kulturbund in Berlin und Rhein/Ruhr bei. Im letzten Friedensjahr 1939 floh die Künstlerin nach England, wo sie zunächst Beschäftigung am Theater fand. So sah man sie beispielsweise 1940 in der Kabarettrevue Was bringt die Zeitung ? sowie in den Stücken My Dear Son (ebenfalls 1940) und Awake and Sing! (1942). Am 5. Dezember 1943 trat sie mit Goethe-Gedichtrezitationen im Rahmen einer Gedenkfeier des Freien Deutschen Kulturbundes in der Londoner Wigmore Hall anlässlich des Todes von Max Reinhardt auf. Kann trat auch in den USA auf, zum Beispiel in Peter Ustinows „Blow Your Own Trumpet“ im September 1943.
In der Spätphase des Zweiten Weltkriegs holte man die Emigrantin, die mittlerweile ihren Vornamen von Lilli in Lily anglisiert hatte, erstmals vor die Kamera. Bis in die ausgehenden 1950er Jahre war sie eine gefragte Nebendarstellerin in einer Reihe von zum Teil recht prominenten Unterhaltungsfilmen, darunter anfänglich einige antinazistische Propagandastreifen. Lily Kann deckte die gesamte Rollenpalette der klassischen Charge ab: sie spielte eine Bäuerin in The Flemish Farm, eine Baroness in Die Schwindlerin, eine Concierge in Ihr letzter Tanz, Königin Charlotte in Mrs. Fitzherbert und eine Putzfrau in der internationalen Produktion Fünf Mädchen und ein Mann. Auftritte absolvierte Lily Kann auch in zwei in Europa entstandenen US-Produktionen kurz nach Ende des Zweiten Weltkriegs: so sah man sie als Gastwirtsfrau in Howard Hawks’ turbulenter Cary-Grant-Komödie Ich war eine männliche Kriegsbraut und als Großmutter in dem Widerstandskämpferdrama Verraten mit Clark Gable.
Seit Mitte der 1950er Jahre war Lilli / Lily Kann auch intensiv beim britischen Fernsehen beschäftigt.

## Filmografie
- 1943: Escape to Danger
- 1943: The Flemish Farm
- 1945: Latin Quarter
- 1946: Ihr letzter Tanz (Woman to Woman)
- 1947: Mrs. Fitzherbert
- 1947: Symbol des Glück (The White Unicorn)
- 1947: Die Schwindlerin (The Woman in the Hall)
- 1948: Ich war eine männliche Kriegsbraut (I Was a Male War Bride)
- 1950: Auf falscher Spur (The Clouded Yellow)
- 1950: Flesh and Blood
- 1951: Fünf Mädchen und ein Mann (A Tale of Five Cities)
- 1952: Twice Upon a Time
- 1952: An der Straßenecke (Street Corner)
- 1953: A Day to Remember
- 1953: Background
- 1953: Eight O’Clock Walk
- 1954: Verraten (Betrayed)
- 1954: Voller Wunder ist das Leben (A Kid for Two Farthings)
- 1955: Adeline Girard (TV)
- 1955: Die fünfte Kolonne (Foreign Intrigue)
- 1957: Die Nacht der Würgerin (Cat Girl)
- 1958: Gejagt (Nowhere to Go)
- 1958: Straße ohne Zukunft (No Trees in the Streets)
- 1959: Die schwarze Lorelei (Whirlpool)
- 1959: Das Haus der sieben Falken (The House of the Seven Hawks)
- 1961: The Long Shadow
- 1965: Enter Solly Gold (TV)